# 본스보로 전투
본스보로 전투는 1863년 7월 8일, 메릴랜드주 워싱턴 카운티에서 발생한 전투로, 게티즈버그 전역의 일부다. 사우스 산맥 통로를 지키던 젭 스튜어트 휘하의 남군 기병대가 북군 1 기병사단 및 3 기병사단, 그리고 보병부대를 상대로 후위전투를 벌인 것이다. 이 전투는 하게스타운과 윌리엄스포트에서 벌어졌던 기병대 간 교전의 일부로 간주된다.